# Love Never Felt So Good
Love Never Felt So Good (engl. für Liebe hat sich nie so gut angefühlt) ist ein Lied des US-amerikanischen Sängers Michael Jackson. Es wurde von Jackson und Paul Anka geschrieben. Das Lied wurde posthum am 2. Mai 2014 als erste Single aus dem Album Xscape veröffentlicht. Insgesamt wurden drei Versionen des Liedes, die Original-, Album- sowie eine Duettversion mit Justin Timberlake veröffentlicht. 

## Hintergrund
Eine Demoversion des Songs wurde bereits 1983 aufgenommen. Am 30. April 2014 wurde bekanntgegeben, dass Love Never Felt So Good bei den iHeart Radio Music Awards am 1. Mai als erste Single des Albums Xscape vorgestellt wird. Während der Preisverleihung am 1. Mai 2014 sang der US-amerikanische R&B-Sänger Usher das Lied als Teil eines Tributs an Jackson. Die Single und die Duett-Version mit Justin Timberlake wurden am 2. Mai 2014 auf iTunes veröffentlicht.

## Musikvideo
Das Musikvideo zur Duettversion der Single feiert am 14. Mai 2014 seine Premiere bei VEVO und YouTube. Regie führten Rich Lee und Justin Timberlake. Zu sehen ist eine Gruppe junger Tänzer, die begleitet von Justin Timberlake das Lied singen und die berühmten Choreographien aus Jacksons Musikvideos und Live-Shows imitieren. Im Video werden Ausschnitte aus den folgenden Musikvideos gezeigt:
- Black or White
- The Way You Make Me Feel
- Jam
- Speed Demon
- Billie Jean
- Smooth Criminal
- Bad
- Remember the Time
- Beat It
- In the Closet
- Don’t Stop ’til You Get Enough
- Liberian Girl
- Another Part of Me
- Thriller
- ABC (Live-Auftritt der The Jackson 5)
- Blame It on the Boogie (The Jacksons)
- Blood on the Dance Floor

## Besetzung
- Komposition: Michael Jackson, Paul Anka
- Produktion: Michael Jackson, Paul Anka, John McClain, Giorgio Tuinfort
- Orchesterarrangement: Franck van der Heijden
- Violine: Arlia de Ruiter, Sara Koch, Vera van der Bie, Vera Laporeva, Herman van Haaren, Elisabeth Liefkes, Pauline Terlouw, David Peijnenburg, Wim Kok
- Bratsche: Mieke Honingh, Norman Jansen, Julia Jowett
- Violoncello: Bastian van der Werf, Annie Tangberg
- Kontrabass: Arend Liefkes
- Piano: Paul Anka, Giorgio Tuinfort
- Gitarre: Kevin Hissink
- Bass: Marcel Schimscheimer
- Perkussion: Jeroen de Rijk
- Drumcomputer: Giorgio Tuinfort, Rutger Kroese
- Toningenieure: Dave Pensado, Paul Power
- Assistierende Toningenieure: Cole Nystrom, Alex DeYoung
- Aufnahmestudio: Power Sound Studio's Amsterdam[7]

## Kommerzieller Erfolg

### Chartplatzierungen
| ChartsChartplatzierungen       | Höchstplatzierung | Wochen |
| ------------------------------ | ----------------- | ------ |
| Deutschland (GfK)              | 18 (22 Wo.)       | 22     |
| Österreich (Ö3)                | 20 (18 Wo.)       | 18     |
| Schweiz (IFPI)                 | 15 (18 Wo.)       | 18     |
| Vereinigte Staaten (Billboard) | 9 (20 Wo.)        | 20     |
| Vereinigtes Königreich (OCC)   | 8 (26 Wo.)        | 26     |

| ChartsJahrescharts (2014)      | Platzierung |
| ------------------------------ | ----------- |
| Deutschland (GfK)              | 73          |
| Schweiz (IFPI)                 | 74          |
| Vereinigte Staaten (Billboard) | 78          |
| Vereinigtes Königreich (OCC)   | 69          |

### Auszeichnungen für Musikverkäufe
| Land/Region                  | Auszeichnungen für Musikverkäufe (Land/Region, Auszeichnung, Verkäufe) | Verkäufe  |
| ---------------------------- | ---------------------------------------------------------------------- | --------- |
| Belgien (BRMA)               | Gold                                                                   | 15.000    |
| Brasilien (PMB)              | 3× Platin                                                              | 180.000   |
| Dänemark (IFPI)              | Platin                                                                 | 90.000    |
| Deutschland (BVMI)           | Platin                                                                 | 300.000   |
| Frankreich (SNEP)            | —                                                                      | 75.300    |
| Italien (FIMI)               | Platin                                                                 | 30.000    |
| Kanada (MC)                  | 2× Platin                                                              | 160.000   |
| Mexiko (AMPROFON)            | 3× Gold                                                                | 90.000    |
| Neuseeland (RMNZ)            | Platin                                                                 | 30.000    |
| Spanien (Promusicae)         | Gold                                                                   | 30.000    |
| Vereinigte Staaten (RIAA)    | Platin                                                                 | 1.110.000 |
| Vereinigtes Königreich (BPI) | Platin                                                                 | 600.000   |
| Insgesamt                    | 3× Gold · 12× Platin ·                                                 | 2.710.300 |

Hauptartikel: Michael Jackson/Auszeichnungen für Musikverkäufe